# مارتن هولست
مارتن هولست هو لاعب هوكي الجليد سويدي، ولد في 26 أغسطس 1978.

## وصلات خارجية
- مارتن هولست على موقع EliteProspects.com (الإنجليزية)